# Praid
Praid (Hongaars: Parajd) is een gemeente in Harghita. Praid ligt in de regio Transsylvanië, in het midden van Roemenië. De gemeente maakt onderdeel uit van het Szeklerland, een etnisch Hongaarse regio in het hart van Roemenië. Ruim 90% van de bevolking van de gemeente behoort tot de Hongaarse minderheid in Roemenië. 
De gemeente had tijdens de volkstelling van 2011  6.502 inwoners waarvan 66% tot de Hervormde Kerk van Roemenië behoorde en 21% tot de Rooms Katholieke kerk. Beide kerkgenootschappen zijn Hongaarstalig.
De belangrijkste bezienswaardigheid is de zoutmijn, hierin bevindt zich een ondergrondse kerk. Buiten het dorp zijn ook zoutrotsen te vinden.
In 2020 zal begonnen worden met de aanleg van een snelweg langs het dorp, de A8 (Roemenië).
Atid · Avrămești · Bilbor · Brădești · Căpâlnița · Cârța · Ciceu · Ciucsângeorgiu · Ciumani · Corbu · Corund · Cozmeni · Dănești · Dârjiu · Dealu · Ditrău · Feliceni · Frumoasa · Gălăuțaș · Joseni · Lăzarea · Leliceni · Lueta · Lunca de Jos · Lunca de Sus · Lupeni · Mădăraș · Mărtiniș · Merești · Mihăileni · Mugeni · Ocland · Păuleni-Ciuc · Plăieșii de Jos · Porumbeni · Praid · Racu · Remetea · Săcel · Sâncrăieni · Sândominic · Sânmartin · Sânsimion · Sântimbru · Sărmaș · Satu Mare · Secuieni · Siculeni · Șimonești · Subcetate · Suseni · Tomești · Tulgheș · Tușnad · Ulieș · Vărșag · Voșlăbeni · Zetea